# Fulvio Bernardini
Fulvio Bernardini (* 28. Dezember 1905 in Rom; † 13. Januar 1984 ebenda) war ein italienischer Fußballspieler und -trainer.
Als Aktiver spielte er für Lazio Rom, Ambrosiana-Inter, AS Rom und MATER Roma sowie in der italienischen Fußballnationalmannschaft. Nach dem Ende seiner Spielerkarriere avancierte er zum Erfolgstrainer.
Bernardini führte die AC Florenz 1956 zur Meisterschaft und damit zum ersten großen Erfolg der Vereinsgeschichte überhaupt. Der FC Bologna erreichte unter ihm 1964 seine einzige Nachkriegsmeisterschaft. Er war der erste Trainer, der die Coppa Italia nach ihrer Wiedereinführung 1958 gewinnen konnte. Zum Ende seiner erfolgreichen Trainerlaufbahn war Bernardini von 1974 bis 1975 italienischer Nationaltrainer; die Qualifikation zur Fußball-Europameisterschaft 1976 misslang allerdings.
Nachdem er nochmals kurzzeitig Generaldirektor bei Sampdoria Genua gewesen war, erkrankte Bernardini an der Amyotrophen Lateralsklerose (ALS) und verstarb 1984.

## Spielerkarriere

### Vereinskarriere
Fulvio Bernardini wurde in der Jugendabteilung der SS Lazio, damals das Nonplusultra des römischen Fußballs, ausgebildet und startete dort auch seine Karriere im Erwachsenenbereich. 1919 debütierte Bernardini im Lazio-Trikot. In der Folge war er auf der Position eines Mittelfeldspielers sieben Jahre, bis 1926, für Lazio aktiv.
Zwischen 1926 und 1928 war Fulvio Bernardini nach einem Vereinswechsel für Ambrosiana-Inter aktiv, heute unter dem Namen Inter Mailand bekannt. Für Inter brachte es Bernardini im Rahmen der italienischen Meisterschaft auf insgesamt 58 Spiele mit 27. Sie wurde damals, noch vor der Gründung der Serie A, mittels einer Vorrunde in zwei Gruppen sowie einer Finalrunde ausgetragen. Dabei erreichte das Team um Fulvio Bernardini in beiden Spielzeiten die Finalrunde, ernsthaft ins Meisterschaftsrennen konnte jedoch weder 1926/27 noch 1927/28 eingegriffen werden.
Im Sommer 1928 schloss sich Fulvio Bernardini der erst ein Jahr zuvor aus einem Zusammenschluss mehrerer lokaler Vereine entstandenen AS Rom an und kehrte damit in seine Heimat zurück. Als Spieler des Erzrivalen seines Heimatvereins Lazio erlebte Bernardini nicht nur die Gründung der Serie A als eingleisiger ligaartiger Meisterschaft, sondern auch den Aufstieg der AS Rom zu einer festen Kraft im italienischen Fußball. So belegte das Team um Spieler wie Rodolfo Volk, Attilio Ferraris oder Guido Masetti in der Serie A 1930/31 den zweiten Platz, nur vier Punkte hinter dem neuen Meister Juventus Turin. Auch in der Folgezeit konnte sich die Mannschaft der AS Rom in der Spitzengruppe der italienischen Eliteliga etablieren. Diese erfolgreiche Phase in der Vereinsgeschichte der AS Rom fand ihren Höhepunkt mit der Meisterschaft von 1941 unter dem ungarischen Trainer Alfréd Schaffer. Diesen Erfolg erlebte Fulvio Bernardini jedoch nicht mehr als Spieler der Roma. Er verließ den Verein nach 286 Ligaspielen mit 47 Treffern im Jahr 1939.
Danach stand er vier weitere Jahre beim Klub MATER Roma unter Vertrag. Der Verein, der nur von 1933 bis 1945 existierte, war damals in der Serie C und in der Serie B zu finden. Bernardini ließ seine fußballerische Laufbahn bei MATER ausklingen und beendete diese 1943 im Alter von 37 Jahren. Zeitweise war Fulvio Bernardini neben seiner Aktivität als Spieler auch Trainer von MATER und startete damit seine spätere, sehr erfolgreiche Trainerkarriere bei diesem Verein als Spielertrainer.

### Nationalmannschaft
Zwischen 1925 und 1932 brachte es Fulvio Bernardini als Spieler von Lazio, Inter und der AS Rom auf insgesamt 26 Spiele in der italienischen Fußballnationalmannschaft. Sein erstes Länderspiel war am 22. März 1925 in Turin beim 7:0-Kantersieg gegen Frankreich. Etwa sieben Jahre später endete die Nationalmannschaftskarriere Fulvio Bernardinis am 28. Oktober 1932 in Prag bei einer 1:2-Niederlage gegen die Tschechoslowakei.
In seiner Laufbahn in der italienischen Fußballnationalmannschaft war Fulvio Bernardini Teil der Mannschaft, die ihr Heimatland bei den Olympischen Sommerspielen 1928 in Amsterdam vertrat. Dabei erreichte das italienische Team mit Spielern wie Adolfo Baloncieri, Angelo Schiavio und Virginio Rosetta das Halbfinale, wo man gegen das große uruguayische Team um José Leandro Andrade mit 2:3 knapp unterlag. Wenig später wurde mit einem 11:3-Erfolg gegen Ägypten der dritte Platz errungen.

## Trainerkarriere

### Anfänge in Rom, Reggina und Vicenza
Als Spielertrainer arbeitete Fulvio Bernardini von 1939 an bei MATER Roma. Über die genaue Dauer seines Engagements bei dem heutzutage in Vergessenheit geratenen Verein ist allerdings nichts bekannt.
Nach Ende des Zweiten Weltkrieges und der Wiederaufnahme des Spielbetriebes im vom Faschismus befreiten Italien bekleidete Fulvio Bernardini von 1949 an das Amt des Cheftrainers seines alten Vereins AS Rom. Die Erfolge hierbei hielten sich jedoch in engen Grenzen, die Roma spielte die komplette Saison der Serie A 1949/50 gegen den Abstieg. Nach einer Reihe negativer Ergebnisse wurde Fulvio Bernardini nach dem 35. Spieltag und einer 1:2-Niederlage beim Tabellenletzten AC Venedig, auf einem Abstiegsplatz stehend, entlassen und durch Luigi Brunella ersetzt. Dieser konnte mit je einem Sieg und einer Niederlage sowie einer 2:6-Pleite beim AC Mailand den Abstieg der AS Rom doch noch verhindern, die Mannschaft belegte nach Ende aller Spieltage den 18. Tabellenrang, zwei Zähler vor dem ersten Absteiger AS Bari.
Nachdem seine erste Trainerstation nicht gerade von Erfolg gekennzeichnet war, ging Fulvio Bernardini zum Drittligisten AS Reggina, wo er in der Serie C 1950/51 in der Girona D den Klassenerhalt knapp erreichte und am Ende Rang 13 belegte. Danach trennten sich die Wege von Bernardini und der AS Reggina wieder.
Im Sommer 1951 wurde Fulvio Bernardini Trainer von Lanerossi Vicenza in der Serie B. In Vicenza arbeitete Bernardini zwei Jahre lang. In seiner ersten Spielzeit wurde mit dem zehnten Tabellenrang eine Platzierung im gesicherten Mittelfeld der zweithöchsten italienischen Spielklasse belegt. Anders war die Lage in Bernardinis zweitem Jahr als verantwortlicher Coach von Lanerossi Vicenza. Nach einem schwachen Saisonstart wurde der Trainer nach dem 17. Spieltag und einer 0:2-Niederlage beim AC Monza Brianza seines Amtes enthoben und durch Umberto Menti ersetzt. Doch auch unter dem neuen Cheftrainer verbesserten sich die Leistungen Vicenzas nicht wesentlich, und Menti wurde nur vier Spieltage später selbst entlassen. Erst Vicenzas dritter Coach der Saison, Pietro Spinato, erzeugte eine Verbesserung der sportlichen Situation. Zum Schluss der Serie B 1952/53 wurde die Klasse mit Rang zwölf, fünf Punkte vor dem ersten Absteiger, der US Siracusa, doch noch gehalten.

### Erste und zweite Plätze mit der Fiorentina
Die ACF Fiorentina war zu Beginn der Fünfzigerjahre ein stetig im oberen Drittel der Tabellen anzufindender Verein, der es allerdings nicht vermochte, ernst- und dauerhaft in den Titelkampf einzugreifen. In der Saison 1952/53 war man am Ende auf dem siebten Tabellenrang gelandet; ein ähnliches Bild gaben auch die Jahre zuvor ab. An diesem Zustand änderte sich zunächst auch nichts, als Fulvio Bernardini die Fiorentina im Jahr 1953 als Cheftrainer übernahm. In der ersten Saison unter Führung des vorherigen Vicenza-Coaches belegte das Florenzer Team den vierten Rang mit insgesamt sieben Zählern Rückstand auf den neuen und alten italienischen Meister Ambrosiana-Inter. Eine Platzierung weiter unten im Klassement beendete die ACF Fiorentina die Spielzeit 1954/55, neun Punkte trennten das Team von der AC Mailand, die sich die Meisterschaft holen konnte.
In der Saison 1955/56 gelang es der ACF Fiorentina unter Trainer Fulvio Bernardini, für eine faustdicke Überraschung zu sorgen. Erstmals nach Kriegsende gelang es einer Mannschaft, die nicht in Turin oder Mailand beheimatet ist, die italienische Meisterschaft zu gewinnen. Das Team um Spieler wie Torhüter Giuliano Sarti, Mittelfeldakteur Giuseppe Chiappella und den argentinischen Angreifer Miguel Montuori belegte nach Ablauf aller Spieltage den ersten Rang der Serie A mit einem komfortablen Vorsprung von zwölf Punkten auf Vorjahresmeister AC Mailand. Dabei stellte Bernardinis Mannschaft die mit Abstand beste Defensive der Liga; es mussten in 34 Ligaspielen nur zwanzig Gegentreffer hingenommen werden. Mit nur einer einzigen Niederlage in der gesamten Saison (diese gab es am letzten Spieltag beim CFC Genua, als die Meisterschaft ohnehin schon entschieden war) stellte man außerdem einen Rekord für die wenigsten Niederlagen in einer Saison auf, der erst in den späteren Siebzigerjahren von der AC Perugia unter Ilario Castagner überboten werden sollte. Generell stellte der Titelgewinn von 1956 den ersten großen Triumph in der Geschichte der ACF Fiorentina dar – zuvor war der wohl größte Erfolg der Pokalsieg von 1940 – und war zugleich Anfangspunkt für eine durch sowohl national als auch international errungene Erfolge geprägte Ära des Vereins.
Als italienischer Fußballmeister von 1956 war die ACF Fiorentina für den Europapokal der Landesmeister 1956/57 startberechtigt. Hier erreichte man nach Siegen über IFK Norrköping aus Schweden, den Grasshopper Club Zürich aus der Schweiz sowie Roter Stern Belgrad aus Jugoslawien das Endspiel. Im Estadio Santiago Bernabéu von Madrid behielt allerdings das berühmte weiße Ballett von Real Madrid, in dem unter Trainer José Villalonga unter anderem Spieler wie der Kapitän und spätere Erfolgstrainer Miguel Muñoz, Frankreichs Topspieler Raymond Kopa und der große Alfredo Di Stéfano agierten, mit 2:0 die Oberhand. Erst vier Jahre später sollte mit dem Gewinn des Europapokals der Pokalsieger 1960/61 der erste und bis heute auch einzige internationale Titel der ACF Fiorentina gelingen.
Auf Ligaebene waren die Jahre nach dem Titelgewinn geprägt von einer Reihe von zweiten Plätzen. Als Titelverteidiger in die Saison gestartet, musste man sich in der Serie A 1956/57 mit einem Rückstand von sechs Punkten auf die AC Mailand mit Rang zwei begnügen. Ähnliches ereilte die Fiorentina in der Folgesaison, als man, erneut als Titelmitfavorit gestartet, diesmal Juventus Turin den Vortritt lassen musste und erneut Vizemeister wurde. 1959 und 1960 folgten schließlich zwei weitere Vizemeisterschaften, sodass man zwischen 1957 und 1960 auf vier zweite Plätze in Folge kam – bis heute unerreichter Rekord in Italiens Eliteliga.
Fulvio Bernardini verließ die ACF Fiorentina im Sommer 1958 nach fünf überaus erfolgreichen Jahren, in denen er wesentlich dazu beitrug, dass sich der Verein aus der Toskana dauerhaft in den oberen Gefilden des italienischen Fußballs etablieren und seine ersten wichtigen Erfolge landen konnte. Bernardini unterschrieb zur neuen Saison einen Vertrag beim Ligakonkurrenten Lazio Rom.

### Lazio und der Pokalerfolg 1958
Bei Lazio Rom übernahm Fulvio Bernardini als Nachfolger von Dino Canestri einen Mittelklasseverein, der, sich zwar stets in der Serie A hielt, aber weit entfernt war von alten Erfolgen aus der Zeit, als Bernardini hier aktiver Spieler war. Deswegen ist es durchaus verwunderlich, welche Erfolge Bernardini mit Lazio feiern konnte. Im Jahr 1958 wurde erstmals seit fünfzehn Jahren wieder ein Pokalwettbewerb in Italien ausgetragen. In diesem spielte Lazio Rom, noch unter Bernardinis Vorgänger, in der Vorrunde eine gute Partie und wurde Erster vor der AS Rom, der US Palermo sowie der AC Neapel. Im September 1958 ging es dann mit dem Viertelfinale weiter, und bei Lazio Rom saß mit Fulvio Bernardini ein neuer Coach auf der Trainerbank. Gegen Valdagno Calcio, einen heutzutage völlig von der Bildfläche verschwundenen Verein, konnten sich die Laziali knapp mit 2:1 durchsetzen. Im Halbfinale wartete mit Juventus Turin eine der besten italienischen Mannschaften der damaligen Zeit. Doch gegen das Lazio Rom Fulvio Bernardinis konnte sich Juve nicht behaupten und unterlag mit 0:2, während sich im zweiten Halbfinalspiel die ACF Fiorentina mit 4:2 gegen den FC Bologna durchsetzte. So kam es im Endspiel zum Duell Lazio Roms mit der ACF Fiorentina. Durch ein Tor von Maurilio Prini schaffte es das Lazio-Team um Spieler wie Francesco Janich, Humberto Tozzi und Roberto Lovati, gegen die Fiorentina mit 1:0 zu gewinnen und sich die erste Coppa Italia nach dem Ende des Zweiten Weltkrieges zu sichern.
Auf Ligaebene war Fulvio Bernardinis Engagement bei Lazio Rom allerdings nur von geringem Erfolg gekrönt. In der Serie A 1958/59 wurde man Zwölfter und rangierte damit im Mittelfeld. Man hatte über die gesamte Saison hinweg zwar nicht gegen den Abstieg zu kämpfen, vermochte es aber auch nicht, in weiter oben angesiedelte Tabellenregionen zu stoßen. Ein ähnliches Bild zeigte sich in der Folgesaison. Auch 1959/60 belegte Lazio nach Ablauf aller Spieltage Rang zwölf und damit erneut einen Tabellenplatz im gesicherten Mittelfeld. Anders lief es dann allerdings in der Saison 1960/61. Aus den ersten neun Ligaspielen, darunter zwei 0:4-Niederlagen gegen Lokalrivale AS Rom und die ACF Fiorentina, holte Lazio nur gerade zwei Punkte. Nach dem neunten Spieltag der Saison wurde Trainer Fulvio Bernardini kurz nach einer 1:2-Niederlage bei der AC Padua seines Amtes enthoben, seine Nachfolge trat Enrique Flamini interimsweise an, ehe die englische Trainerlegende Jesse Carver übernahm, den Verein aber auch nicht vor dem Abstieg retten konnte.

### Erfolgreiche Jahre in Bologna
Unter Trainer Federico Allasio beendete der FC Bologna die Serie A 1960/61 auf dem zehnten Tabellenrang. Generell war der Verein in den vergangenen Jahren nur im Mittelfeld, wenn auch in dessen oberem Teil, anzutreffen. Weit entfernt schienen die erfolgreichen Jahre der damaligen AGC Bologna, die in den Jahren 1925, 1929, 1936, 1937, 1939 und 1941 sechsmal italienischer Fußballmeister geworden war. Doch nach dem Krieg gab es bis dato nicht viel zu holen für den Verein aus dem Stadio Littoriale.
Fulvio Bernardini war nach dem Ende seiner Arbeit bei Lazio Rom ein Jahr lang arbeitslos. Im Sommer 1961 erhielt er ein Angebot des FC Bologna, der einen Nachfolger für Allasio suchte und diesen schließlich in Fulvio Bernardini fand. Mit dem neuen Trainer kehrte der lange vermisste Erfolg nach Bologna zurück. Im ersten Jahr unter der Ägide Bernardinis rangierte Bologna nach Ablauf aller Spieltage auf einem durchaus respektablen vierten Rang; acht Punkte fehlten im Endeffekt auf die AC Mailand, die sich die Meisterschaft sichern konnte. Die gleiche Platzierung konnte das Team des FC Bologna in der Folgesaison erzielen, als man am Ende der Saison erneut Rang vier belegte; sieben Zähler fehlten Bernardinis Mannschaft zum neuen italienischen Meister Inter Mailand. Ganz im Zeichen des Duells zwischen dem FC Bologna und Inter Mailand stand dann die Saison 1963/64. Dem FC Bologna Fulvio Bernardinis, der mit Spielern wie dem Dänen Harald Nielsen, dem Deutschen Helmut Haller und dem Italiener Giacomo Bulgarelli durchaus auf eine attraktive Spielweise bedacht war, stand das vom Argentinier Helenio Herrera betreute Inter Mailand gegenüber, das in den Sechzigerjahren mit Spielern wie Giacinto Facchetti, Tarcisio Burgnich und Mario Corso zum Inbegriff des schlechten, unansehnlichen Fußballs avancierte. Nach 34 Spieltagen standen beide Mannschaften punktgleich an der Tabellenspitze. Da die bessere Tordifferenz des FC Bologna damals noch nicht berücksichtigt wurde, musste ein Entscheidungsspiel über den italienischen Meister der Saison 1963/64 entscheiden. In diesem setzte sich der FC Bologna am 7. Juni 1964 im römischen Olympiastadion nach Toren von Facchetti (Eigentor) sowie Harald Nielsen mit 2:0 durch und sicherte sich die Meisterschaft. Dieser erste nationale Titelgewinn stellte den ersten des Vereins seit über zwanzig Jahren und den ersten nach dem Krieg dar. Bis heute ist es der letzte nennenswerte Titelgewinn des FC Bologna, abgesehen von den Pokalsiegen 1970 und 1974.
Als Titelverteidiger in die Saison gestartet, vermochte es der FC Bologna in der Serie A 1964/65 nicht, an die in der Vorsaison gezeigten Leistungen anzuknüpfen. Nach Ablauf aller Spieltage stand nur ein enttäuschender sechster Tabellenplatz mit zwanzig Punkten Rückstand auf Titelträger Inter Mailand zu Buche. Auch im Europapokal der Landesmeister kam das Aus bereits sehr früh. Schon in der ersten Runde war das Abenteuer Landesmeister-Cup gegen den belgischen Vertreter RSC Anderlecht beendet. Nach Hin- und Rückspiel hatte es 2:2 gestanden. Dass Anderlecht im Gegensatz zu Bologna ein Auswärtstor gelungen war, zählte damals zunächst noch nicht. Im Entscheidungsspiel gelang keiner der beiden Seiten ein Tor, auch nach Ende der Verlängerung stand es torlos remis. Infolgedessen kam die Auswärtstorregel, heutzutage elementarer Bestandteil in Europacup-Spielen, doch noch zur Anwendung und besiegelte das Aus des FC Bologna.
Fulvio Bernardinis Amtszeit beim FC Bologna endete nach vier Jahren mit Ablauf der Saison 1964/65. Seine Nachfolge trat der Argentinier Luis Carniglia an, der Bologna in seinem ersten Jahr als Trainer noch einmal zur Vizemeisterschaft führen konnte.

### Weitere Stationen bei Sampdoria und Brescia
Im Sommer 1965 trat Fulvio Bernardini die Nachfolge von Giuseppe Baldini als Trainer von Sampdoria Genua an. Mit den Genovesern gelangen ihm allerdings nicht annähernd solche Erfolge wie einst mit der Fiorentina und dem FC Bologna. Bereits in seiner ersten Saison als Coach von Samp musste man als Drittletzter der Serie A 1965/66 den Gang in die Zweitklassigkeit antreten. Dennoch hielt Sampdorias Klubführung an Trainer Bernardini fest und wurde belohnt; in der darauf folgenden Zweitligasaison wurde man souverän Erster und sicherte sich den direkten Wiederaufstieg. Mit Platz zehn in der folgenden Serie-A-Saison konnte man dann ein für einen Aufsteiger durchaus respektables Ergebnis abliefern. Nachdem 1968/69, 1969/70 und 1970/71 mit Platzierungen im unteren Mittelfeld der Tabelle der Klassenerhalt mehr oder weniger problemlos sichergestellt worden war, trennten sich die Wege von Fulvio Bernardini und Sampdoria Genua im Sommer 1971 wieder. Dem Coach war es in dieser Station nicht gelungen, wie zuvor in Florenz und Bologna, aus einem Mittelklasseverein eine Mannschaft zu formen, die im Titelkampf der Serie A mitspielen kann.
Fulvio Bernardini wurde zur Saison 1971/72 neuer Coach des Zweitligisten Brescia Calcio, wo seine Arbeit zum Ziel hatte, den einstigen Erstligisten zurück in Italiens Eliteliga zu führen. Diese Vorgabe misslang in der Serie B 1971/72 jedoch sehr gründlich, man belegte nach Ablauf aller Spieltage nur einen enttäuschenden zwölften Tabellenplatz. Besserung trat auch in der folgenden Spielzeit nicht ein; mit Rang siebzehn wurde gar der Abstieg nur um einen Platz und nur aufgrund der besseren Tordifferenz gegenüber der AC Mantova vermieden. Danach trennte sich Brescia Calcio von Fulvio Bernardini.

### Italienischer Nationaltrainer
Nachdem die italienische Fußballnationalmannschaft bei der Fußball-Weltmeisterschaft 1974 in Deutschland bereits in der Vorrunde gescheitert war, kam für den seit 1967 amtierenden Trainer Ferruccio Valcareggi das Aus. Seine Nachfolge trat daraufhin Fulvio Bernardini an und erlebte hiermit seine letzte Station als Fußballtrainer. Unter der Ägide Fulvio Bernardinis stellten sich aber die Erfolge der Nationalmannschaft nur bedingt ein. Die Qualifikation für die Fußball-Europameisterschaft 1976 in Jugoslawien wurde als Gruppendritter hinter den Niederlanden und Polen sowie vor Finnland verpasst; für das Championat qualifizierte sich nur der Tabellenerste.
Generell war Fulvio Bernardini als italienischer Nationaltrainer verantwortlich für einen Generationenwechsel in der Nationalmannschaft. Die alten Kräfte des gefürchteten Catenaccio kamen in die Jahre, konnten ihre Leistungen aus den späten Sechzigerjahren nicht mehr abrufen und beendeten ihre Karrieren. Im Laufe der Amtszeit Bernardinis schafften neue Spieler den Aufstieg zu Säulen der Nationalmannschaft. Beispiele hierfür sind Giancarlo Antognoni von der ACF Fiorentina, Gaetano Scirea von Juventus Turin und Francesco Graziani von Torino Calcio. Bernardinis Amtszeit war geprägt vom häufigen Einsatz von Spielern aus Vereinen, die nicht in den Fußballmetropolen Turin und Mailand beheimatet sind. Dieser Umstand ist charakteristisch für die Trainerkarriere Fulvio Bernardinis, der – obwohl sehr erfolgreich – nur für kleinere Vereine aus der Provinz arbeitete und nie Eingang in das Establishment in Turin und Mailand fand.
Im Jahr 1975 endete die Nationalmannschaftszeit von Fulvio Bernardini. Seine Nachfolge trat Enzo Bearzot an, der Italien im Laufe seiner Amtszeit unter anderem zum Weltmeistertitel 1982 führte.

## Lebensabend
Nachdem Fulvio Bernardini das Amt des italienischen Nationaltrainers hatte aufgeben müssen, arbeitete er von 1977 bis 1979 als Generaldirektor bei seinem alten Verein Sampdoria Genua, der mittlerweile in die Serie B abgeglitten war. Die Rückkehr in die Erstklassigkeit gelang jedoch nicht während dieser Zeit.
1979 musste Bernardini seine Tätigkeit als Generaldirektor Genuas aufgeben, da er an der Amyotropheb Lateralsklerose, einer unheilbaren Nervenkrankheit, erkrankte. Fulvio Bernardini verstarb an der Krankheit am 13. Januar 1984 in Rom. Er wurde 78 Jahre alt.

## Erfolge

### Als Spieler
- Bronzemedaille bei den Olympischen Sommerspielen:

1928 in Amsterdam
- Europapokal der Nationalmannschaften:

1927–1930

### Als Trainer
- Italienischer Meister:

1955/56 mit der ACF Fiorentina
1963/64 mit dem FC Bologna
- Italienischer Pokalsieger:

1958 mit Lazio Rom
- Italienischer Serie-B-Meister:

1966/67 mit Sampdoria Genua
- Coppa Grasshoppers:

1952–1957 mit der AFC Fiorentina
- Mitropapokal:

1961 mit dem FC Bologna
- Seminatore d’oro:

1955/56 als Trainer der ACF Fiorentina

## Trivia
- Als Aktiver spielte Fulvio Bernardini nicht nur auf der Position eines Mittelfeldspielers, sondern agierte auch als Torhüter.[6]
- Seit 2011 ist Fulvio Bernardini Mitglied der Hall of Fame des italienischen Fußballs.
- 2012 wurde er einer der ersten elf Spieler, die Mitglied der neu ins Leben gerufenen Hall of Fame der AS Rom wurden.[7]
- Das Trainingszentrum der AS Rom in Trigoria trägt heute seinen Namen.